# Oceaniidae
Famille
Synonymes
- Clavidae McCrady, 1859 (préféré par BioLib)[2]

Les Oceaniidae sont une famille de cnidaires hydrozoaires de l'ordre des Anthoathecatae.

## Description et caractéristiques
Ce sont des hydroïdes mono ou polymorphiques qui forment des colonies sessiles, stolonales ou branchues. Les gastrozooïdes portent des tentacules filiformes répartis sur au moins le tiers distal du corps (pas concentrés en une bande étroite). Les gonophores sont soit des méduses libres soit des sporosacs fixes. Quand il existe un stade méduse, celles-ci ont quatre lèvres buccales, et la marge de la bouche est entourée de groupes de nématocystes sphériques. Elles sont structurées par quatre canaux radiaux, sans canaux centripètes, et les juvéniles ont quatre tentacules (ou plus), les adulte plus. Ceux-ci ne sont pas groupés, et les nématocystes sont distribués de manière régulière. Des ocelles sont présentes à la base adaxiale des tentacules.

## Liste des genres
Selon World Register of Marine Species (11 mars 2019) :
- genre Corydendrium Van Beneden, 1844
- genre Merona Norman, 1865
- genre Oceania Péron & Lesueur, 1810
- genre Rhizogeton Agassiz, 1862
- genre Similomerona Schuchert, 2004
- genre Turritopsis McCrady, 1857
- genre Turritopsoides Calder, 1988

## Publication originale
(en) Johann Friedrich von Eschscholtz, System der Acalephen. Eine ausführliche Beschreibung aller medusenartigen Strahltiere, Berlin, Ferdinand Dümmler, 1829, 190 p. (lire en ligne).